# 我就是…
《我就是...》（英語：To Be...），是S.H.E成員陳嘉樺(Ella)的首張個人EP，於2012年3月14日(三)開始預購並加贈Ella(陳嘉樺)創作CD。專輯於2012年3月30日(五)正式發行。首波主打『壞女孩』則於2012年3月12日(一)進行全球首播。

專輯收錄有電影「女孩壞壞」主題曲及插曲、Ella創作曲「厚臉皮」、「我就是我」及與青峰合唱的「你被寫在我的歌裡」(室內樂版)等六首。
並於2012年3月24日(六)下午2:00在統一阪急百貨(台北店)舉辦預購簽唱會，以及2012年4月7日(六)下午2:00在信義威秀中庭舉辦簽唱會。
根據統計，目前《我就是...》EP台灣銷售量為1.8萬張，位居2012專輯銷售排行榜上半年度第三名。根據年度統計，《我就是...》EP台灣總銷售量約為2萬張，位居2012專輯銷售排行榜總年度第14名。

## 曲目
| 曲序   | 歌名                                                      | 作詞   | 作曲     | 編曲   | 製作人   | 備註                                                         | 時長  |
| ------ | --------------------------------------------------------- | ------ | -------- | ------ | -------- | ------------------------------------------------------------ | ----- |
| 01     | 壞女孩 （Bad Girl）                                       | 藍小邪 | 張簡君偉 | JerryC | 張簡君偉 | 首波主打 電影「女孩壞壞」主題曲                              | 3:38  |
| 02     | 我就是我 （I Am Just Me）                                 | Ella   | Ella     | 王治平 | 王治平   | 性感爵士版，電影「女孩壞壞」片尾曲                           | 4:13  |
| 03     | 懂我再愛我 （Love Me When You Understand Me）             | 姚若龍 | Tank     | 黃雨勳 | 王治平   | 第三波主打 與Tank的合唱曲 電影「女孩壞壞」插曲               | 4:19  |
| 04     | 厚臉皮 （Shameless）                                      | Ella   | Ella     | 王治平 | 王治平   | 第二波主打                                                   | 3:10  |
| 05     | 愛像什麼 （What is Love Like）                            | 馬兆駿 | 馬兆駿   | 王治平 | 王治平   | 翻唱自劉文正的「愛像什麼」 電影「女孩壞壞」插曲              | 3:37  |
| Bonus  | 你被寫在我的歌裡(室內樂版) （You Are Written in My Song） | 吳青峰 | 吳青峰   | 龔鈺祺 | 林暐哲   | 與蘇打綠中青峰的合唱曲，另收錄於蘇打綠《你在煩惱什麼》專輯中 | 4:39  |
| 總時長 | 總時長                                                    | 總時長 | 總時長   | 總時長 | 總時長   | 總時長                                                       | 23:36 |

## 預購贈品
Ella(陳嘉樺)個人創作CD
- 預購 Ella(陳嘉樺)的《我就是...》專輯（2012年3月30日發行）所贈送的Ella(陳嘉樺)個人創作CD
- 收錄：

1. NTC (NIKE 2012 Be Amazing運動宣言歌曲)
2. 330 (demo)
3. 公主Selina (demo)

## 音樂錄影帶
| 歌名       | 導演   | 首播日期      | 備註                       |
| ---------- | ------ | ------------- | -------------------------- |
| 壞女孩     | 比爾賈 | 2012年3月12日 | YouTube上的壞女孩 BAD GIRL |
| 厚臉皮     | 鬼才   | 2012年4月5日  | YouTube上的厚臉皮          |
| 懂我再愛我 | 黃中平 | 2012年4月27日 | YouTube上的懂我再愛我      |

## 獎項
- 2013Music Radio中國Top排行榜 港臺地區年度最受歡迎新人獎－陳嘉樺
- 第四屆MY Astro至尊流行榜頒獎典禮 
  - 全臺主持聯頒海外至尊女歌手獎－陳嘉樺
  - 至尊迷你專輯
  - 至尊金曲：《厚臉皮》
  - 至尊電影歌曲(海外)：《壞女孩》
- 2013新加坡e樂大賞 e樂人氣華語MV：《壞女孩》

## 其他作品
| 個人EP： 薔薔紀念EP 2007年8月24日 | 個人 EP 我就是... 2012年3月30日 | 個人 EP 我就是... 2012年3月30日 | 下一張專輯： Why Not 2015年4月17日 |

## 外部連結
- 華研國際音樂 （页面存档备份，存于）